# 파스칼 행렬
수학, 특히 행렬론과 조합론에서 파스칼 행렬(Pascal matrix)은 이항 계수를 요소로 포함하는 무한 행렬이다. 이를 표현하는 방법에는 상삼각 행렬, 하삼각 행렬, 그리고 대칭 행렬이 있다. 아래는 이들의  5 × 5 행렬 예이다.

상삼각 행렬: {\displaystyle U_{5}={\begin{pmatrix}1&1&1&1&1\\0&1&2&3&4\\0&0&1&3&6\\0&0&0&1&4\\0&0&0&0&1\end{pmatrix}}\,\,\,}
 하삼각 행렬: {\displaystyle L_{5}={\begin{pmatrix}1&0&0&0&0\\1&1&0&0&0\\1&2&1&0&0\\1&3&3&1&0\\1&4&6&4&1\end{pmatrix}}\,\,\,}
대칭행렬: {\displaystyle S_{5}={\begin{pmatrix}1&1&1&1&1\\1&2&3&4&5\\1&3&6&10&15\\1&4&10&20&35\\1&5&15&35&70\end{pmatrix}}}
이 행렬들의 관계는 Sn = Ln Un 을 갖는다. 이것으로부터 3개의 행렬 모두가 Ln 과 Un를위한 삼각 행렬의 행렬식인 행렬식 한 개를 갖는 것을 확인할 수 있다. 즉, 행렬 Sn , Ln 및 Un 은 유니모듈러 행렬이며, Ln 및 Un 은 트레이스 n을 가진다.
대칭 파스칼 행렬의 원소는 이항 계수, 즉
{\displaystyle S_{ij}={n \choose r}={\frac {n!}{r!(n-r)!}},\;\;n=i+j,\quad r=i}
또한
{\displaystyle S_{ij}={}_{i+j}\mathbf {C} _{i}={\frac {(i+j)!}{(i)!(j)!}}}
따라서 Sn 의 흔적은 다음과 같이 주어진다.
{\displaystyle {\text{tr}}(S_{n})=\sum _{i=1}^{n}{\frac {[2(i-1)]!}{[(i-1)!]^{2}}}=\sum _{k=0}^{n-1}{\frac {(2k)!}{(k!)^{2}}}}
파스칼 행렬에 의해 주어진 처음 몇 개의 항들의 시퀀스는 1, 3, 9, 29, 99, 351, 1275, ... ( OEIS의 시퀀스 A006134)이다.

## 같이 보기
- 라 수 (Lah number)
- 스털링 수

## 참고
- (OEIS)A006134
- EOM